# صلاح الدين صلاح
صلاح الدين أمين مصلح صلاح (1914 – 26 أغسطس 2004)، سياسي وقيادي فلسطيني، وُلِد في مدينة طولكرم الفلسطينية، يعد أحد أبرز شخصيات الحركة الوطنية الفلسطينية في القرن العشرين، وهو من مؤسسي حركة القوميين العرب عقب نكبة فلسطين عام 1948، ومن زعماء اللجنة القومية العربية، ومن قادة فوج حطين في جيش الإنقاذ العربي، ورئيس بلدية طولكرم منذ عام 1951 وحتى عام 1957، وأحد الموقعين على الميثاق الوطني الفلسطيني عام 1964، إذ شارك في المؤتمر الفلسطيني الأول عام 1964 فكان عضوًا في أول برلمان وطني فلسطيني بعد النكبة الذي عرف باسم المجلس الوطني الفلسطيني والذي أُعلِنَ فيه عن تأسيس منظمة التحرير الفلسطينية.

## نشأته
وُلِد صلاح الدين أمين مصلح صلاح في مدينة طولكرم الفلسطينية عام 1914، تلقى تعلميه الابتدائي والإعدادي والثانوي في مدارس مدينته طولكرم حيث درس في المدرسة الفاضلية بالمدينة.

## حياته السياسية
كان صلاح الدين صلاح من زعماء اللجنة القومية في طولكرم والشمال عقب تحول الإضرابات والمظاهرات في الثورة الفلسطينية الكبرى عام 1936 إلى نضالٍ عسكريٍ مسلح.
في فترة الأربعينيات من القرن العشرين كلف أحمد حلمي عبد الباقي مدير عام صندوق الأمة العربية صلاح الدين صلاح بتولي منصب مدير الصندوق في طولكرم والمنطقة. 
وفي فترة الأربعينيات أيضًا فقد استولت سلطات الانتداب البريطاني على منزل صلاح في مدينة طولكرم والواقع بجوار مدرسة الفاضلية بالمدينة وطردت صلاح وعائلته منه حتى عام 1946 حيث عاد صلاح للمنزل بعد أن تركته السلطات البريطانية.
أصبح صلاح الدين صلاح بتاريخ 9 نوفمبر 1939 عضوًا في مجلس بلدية طولكرم برئاسة رئيس البلدية هاشم الجيوسي واستمر حتى رشح نفسه بتاريخ 15 يونيو 1947 للانتخابات الجديدة التي عقدت بتاريخ 4 يوليو 1947 وحصل فيها صلاح على المركز الأول بعدد الأصوات، ولكن تولى رئاسة البلدية مجددًا هاشم الجيوسي وكان صلاح عضوًا في مجلس البلدية حتى تاريخ 22 مايو 1951.
بتاريخ 22 مايو 1951 جرى تكليف صلاح بمنصب رئيس بلدية طولكرم بموجب قرارٍ من وزير الداخلية الأردني عباس ميرزا واستمر بذلك حتى تاريخ 3 فبراير 1952 حيث أقاله من المنصب سعيد المفتي نائب رئيس الوزراء الأردني ووزير الداخلية وكلف مكانه فلاح حنون.
بتاريخ 22 أغسطس 1952 انتخب صلاح مجددًا لمنصب رئيس بلدية طولكرم فتولى رئاسة البلدية من جديد اعتبارًا مُنذ تاريخ 29 سبتمبر 1952 وحتى تاريخ 29 سبتمبر 1955، وبتاريخ 30 سبتمبر 1955 تولى صلاح رئاسة البلدية مجددًا واستمر حتى تاريخ 22 مايو 1957.
في الحرب العربية الإسرائيلية عام 1948 كان صلاح الدين صلاح ضمن قيادة فوج حطين في جيش الإنقاذ العربي برفقة أمين رويحة وآخرين، وبعد نكبة فلسطين عام 1948 شارك صلاح في تأسيس حركة القوميين العرب.
كان صلاح الدين صلاح عضوًا في لجنة تأبين أحمد حلمي عبد الباقي إذ أقيم حفل تأبينه في مدينة القدس بتاريخ 9 أغسطس 1963، وكان ضمن اللجنة برفقة صلاح كُلٌ من أمين الحسيني ووصفي التل وكامل عريقات وعوني عبد الهادي وفهمي العبوشي ومحمد عبد الرحمن خليفة وعارف العارف وعاكف الفايز وبهجت التلهوني وأكرم زعيتر وعزت طنوس وروحي الخطيب وعبد الحميد السائح وسمير الرفاعي وآخرين.
شارك صلاح الدين صلاح في المؤتمر الفلسطيني الأول الذي عقد في القدس بتاريخ 28 مايو 1964 برعاية الملك الأردني الحسين بن طلال وبمشاركة كافة الدول العربية على مستوى وزراء خارجية، فكان صلاح عضوًا في أول برلمان وطني فلسطيني بعد النكبة الذي عرف باسم المجلس الوطني الفلسطيني والذي أعلن فيه عن تأسيس منظمة التحرير الفلسطينية، وكان صلاح أحد الموقعين على الميثاق الوطني الفلسطيني.

## عائلته
والده هو «أمين مصلح صلاح» أحد شخصيات طولكرم وفلسطين. وشقيقه هو الحقوقي الفلسطيني «عبد الله أمين مصلح صلاح» (1922–2007) والذي كان سفيرًا للأردن في عدد من دول العالم، ومندوبًا دائمًا للأردن لدى الأمم المتحدة، وعضوًا في مجلس الأعيان الأردني، وتولى حقائب وزارية أردنية متعددة منها وزيرًا للخارجية، وللنقل، وللإنشاء والتعمير. أما عمه فهو السياسي الفلسطيني «عبد اللطيف مصلح صلاح» (1882–1960) الذي يعد أحد أبرز رجالات الحركة الوطنية الفلسطينية.

## وفاته
تُوفي صلاح الدين صلاح في العاصمة الأردنية عمان بتاريخ 26 أغسطس 2004 عن عمرٍ ناهز 90 عامًا.

## وصلات خارجية
- صورة لصلاح الدين صلاح برفقة رئيس الوزراء الأردني أحمد طوقان.